# Салтыков, Василий Михайлович

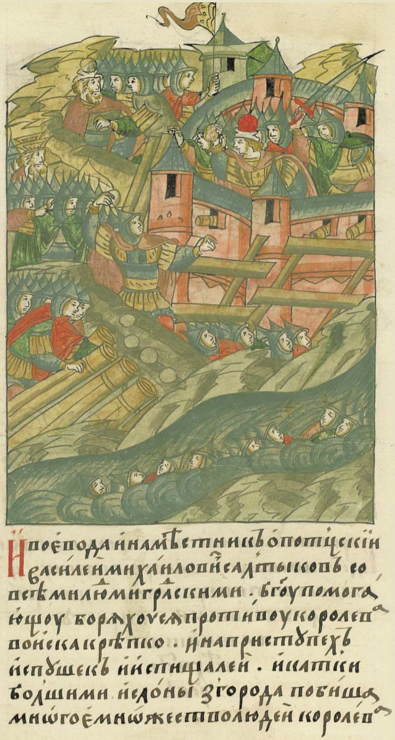
В. М. Салтыков обораняет город

Васи́лий Миха́йлович Салтыко́в — сын родоначальника Салтыковых, младший брат оружничего А. М. Салтыкова, воевода московский, который прославился в 1518 г. защитой Опочки от князя Константина Острожского.

Герой Сигизмундов, Константин Острожский, хотел завоевать Опочку, где был наместником Василий Михайлович Салтыков, достойный жить в истории: ибо он редким мужеством удивил своих и неприятелей. Литовцы вместе с наемниками богемскими и немецкими две недели громили пушками сию ничтожную крепость; стены падали; но Салтыков, воины его и граждане не слабели в бодрой защите, отразили приступ, убили множество людей и воеводу Сокола, отняв у него знамя. Между тем воеводы московские спешили к Опочке: из Великих Лук кн. Александр Ростовский, из Вязьмы Василий Шуйский. Впереди были князь Федор Оболенский Телепнев и храбрый муж Иван Лятцкий с детьми боярскими: они близ Константинова стана в трех местах разбили наголову 14 тысяч неприятелей и новую рать, посланную Сигизмундом к Острожскому; пленили воевод, взяли обоз и пушки. Наша главная сила шла прямо на Константина: он не захотел ждать её, снял осаду, удалился скорыми шагами и не мог спасти тяжелых стенобитных орудий, которые остались трофеями Салтыкова.— «История государства Российского»